# Saint-Gobain Isover
Saint-Gobain Isover AB är ett företag i Billesholm (Bjuvs kommun) i nordvästra Skåne som tillverkar isoleringsmaterial av glas. 
En stor del av råvaran är krossglas från kasserade buteljer. Det startades av Höganäsbolaget 1933 i mycket blygsam skala, och produkten tillverkades då enligt något som hette Hagermetoden. Det fanns vid denna tidpunkt ett par andra metoder att göra isolering av glas, Gosslermetoden och Owensmetoden. Hagermetoden bedömdes dock vara den rätta för tillverkningen i Billesholm. Denna metod kom att användas i Billesholm till 1960, då det beslutades att övergå till en fransk metod som kallas telprocessen. Med telprocessen fick man en produkt som var betydligt mera lätthanterlig än sin föregångare. Då hade man redan i tre år tillverkat isolering med telprocessen på ett dotterbolag i Söråker. Detta företag i Billesholm har med åren växt till att vara landets ledande leverantör av isoleringsmaterial.
Företaget har bytt ägare några gånger. Från Höganäsbolaget övergick ägandet till Gullhögens bruk 1961 och företaget fick namnet Gullhögens Mineralull AB. 1973 friköptes bolaget av Industrivärden i samband med att Eurockoncernen köpte 84% av aktierna i Gullhögens bruk och fick då namnet Gullfiber AB. Sedan 1986 ingår företaget i den världsomspännande franska koncernen Saint-Gobain.